# Джумадук
Джумадук (Джумадык, Жумадук, Йумадук, Юмадук), ум. 1428 — шибанид, один из соправителей Узбекского ханства в период междоусобиц 1423—1430 годов. Союзник Барак-хана и воспитатель хана Абу-л-хайра.

## Происхождение
Джумадук являлся потомком Шибана в 9-м поколении. Его генеалогия (Махмуд бен Вали, «Таварих-и гузида-йи нусрат-наме», Ж. М. Сабитов) следующая:
Чингисхан — Джучи — Шибан — Бахадур — Джучи-Бука — Бадакул-оглан — Минг-Тимур — Суйинч-Тимур — Суйунч-бай — Баба — Суфи-оглан — Джумадук.
Согласно генеалогии, Джумадук приходился:
- четвероюродным племянником Абу-л-хайру, хану Узбекского ханства;
- пятиюродным братом ханам Ядигеру, Ибаку, Мамуку, Шейх-Хайдару и Кучкунджи.

По сообщениям Махмуда бен Вали и Масуда Кухистани, кочевья Джумадука лежали между Эмбой и Сарысу, гранича на западе с Мангытским юртом. Участие в делах мангытов стало главным фактором в жизни хана.

## Биография
Возможно, первое упоминание о Джумадуке принадлежит гератцу Мирхонду, который рассказал о посольстве Барак-хана к союзнику последнего Улугбеку в 1423 году. По словам Мирхонда, вскоре после победы тукатимурида Барака над шибанидом Хаджи-Мухаммадом в Самарканд прибыл посол победителя Джумадук-оглан. Он несколько дней оставался при дворе Улугбека, окружённый почётом, заботой и уважением, и затем отбыл в Улус Узбека с богатыми дарами для Барак-хана. С ним был отправлен некий Тавсак-оглан, находившийся до этого времени в числе мулазимов (младших воинских чинов) Улугбека. Посла сопровождал предоставленный в его распоряжение Улугбеком небольшой охранный отряд с барабаном и знаменем — символом власти.
Следующее сообщение принадлежит Махмуду бен Вали, из него следует, что главой рода Шибанидов был Даулат-шейх-оглан, отец Абу-л-Хайра. По всей видимости, Даулат-шейх возглавил Шибанидов именно после поражения Хаджи-Мухаммада от Барака в 1423 году. После смерти Даулат-шейха власть захватил сначала Суфи-оглан, а затем Суфи-оглан был отстранён своим сыном Джумадуком в 1425—1426 годах. Сообщение бен Вали частично подтверждается припиской, сделанной к имени Джумадука в родословной:

В настоящее время — 829 г. (= 13 XI 1425 — 1 XI 1426) — несмотря на то, что отец его ещё в живых, группа лиц (посадила) его на царство.— Тизенгаузен В. Г. IV. Из «Сборника летописей» Рашид-ад-дина // Сборник материалов, относящихся к истории Золотой орды. — М.—Л.: АН СССР, 1941. — Т. II. — С. 55. — 4,000 экз.
.
После 1427 года на сторону Джумадука перешел от Кичи Мухаммеда ногайский бий Гази, сын Едигея. Гази стал у него беклярбеком, но вскоре был убит приближенными хана, завидовавшими его быстрой карьере.
В битве с ногаями Джумадук был разбит, его вместе со многими сторонниками, взятыми в плен, ногаи казнили, но при этом пощадили, а позднее и оказали поддержку Абу-л-Хайру.